# 奧古斯塔 A.106
奧古斯塔 A.106是一款由奧古斯塔研製的單座輕型直升機，目的是配合勇敢級驅逐艦進行反潛作戰。費蘭提為該飛機提供了一套先進的電子套件，用於自動穩定和識別敵我目標。A.106機身下方可懸掛兩枚魚雷。尾葉和主旋翼可以折疊以便停放於船上，滑橇起落架配有浮袋讓其可以在海上起降。
奧古斯塔首批建造了兩架原型機，首架於1965年11月首飛。1973 年，海軍取消了第二批5架的訂單。